# 사일런트 위치 침묵의 마녀의 비밀
《사일런트 위치 침묵의 마녀의 비밀》(일본어: サイレント・ウィッチ 沈黙の魔女の隠しごと 사이렌토 윗치 진모쿠노 마조노 가쿠시고토[*])는 이소라 마츠리가 지은 일본의 라이트 노벨이다. 2020년 2월부터 10월까지 소설가가 되자에 연재되어, 2021년 6월부터 서적판이 카도카와 BOOKS(KADOKAWA)에서 간행되고 있다. 일러스트는 후지미 난나가 담당하고 있다.

## 줄거리
모니카 에버렛은 세계에서 유일한 무영창 마술의 사용자이자 사상 최연소인 15세로 왕국 최고의 마술사 칠현인으로 선정된다. 그러나 모니카는 극도의 낯가림이었고, 무영창 마술도 사람들 앞에서 말하지 않아도 되도록 연습해 터득한 것이었다. 칠현인으로 선발된 모니카는 동기인 루이스 밀러에게 학원에 편입해 둘째 왕자를 호위하는 극비 임무를 강요받는다.

## 등장인물
모니카 에버렛(モニカ・エヴァレット)
성우 - 아이자와 사야
본작의 주인공. 사상 최연소의 15세에, 왕국 최고봉의 마술사 칠현인이 되어, 무영창 마술을 사용할 수 있다고 해서 '침묵의 마녀'라고 불린다. 재능은 있지만 성격은 낯을 많이 가린다. 잠입 중에은, 모니카 노튼(モニカ・ノート)이라고 자칭하고 있다. 마술과 수학의 이해도가 매우 높다.
네로(ネロ)
성우 - 나바타메 히토미
모니카의 사역마로 평소에는 고양이의 모습을 하고 있지만, 사람의 모습도 될 수 있고, 사람의 말도 이해하고 있는 신기한 사역마. 모험소설 등의 소설을 좋아한다. 마력에 민감하거나, 인간으로 변하거나, 섹시 포즈를 취할 수 있는 등 여러가지 재주가 있다.
루이스 밀러(ルイス・ミラー)
성우 - 스와베 준이치
칠현인 중 한 명으로 '결계의 마술사'라고 불린다. 모니카의 동기로, 태도가 고상하지만, 버릇이 매우 강하다. 용의 단독 토벌수로 역대 2위를 자랑하는 초절무투파 마술사. 모니카와는 같은 시기에 칠현인이 되었으므로 모니카를 동기라고 부른다. 모니카보다 10살 연상. 작중에서는 아내 로자리를 익애하고 있다.
로자리 밀러(ロザリー・ミラー)
성우 - 사토 리나
루이스의 아내. 의사. 옛 성은 로잘리 베루데.
루이스 밀러의 미네르바에서의 전 클래스메이트. 아버지는 전 칠현인.
린즈벨피드(リィンズベルフィード)
성우 - M·A·O
루이스와 계약한 바람의 상급 정령. 감정에 능청스러워 책의 등장인물을 따라하는 버릇이 있다. 메이드복의 미녀의 모습으로 있는 경우가 많지만, 남성도 새도 될 수 있다. 성별에 의미는 없다.
펠릭스 아크 리디르(フェリクス・アーク・リディル)
성우 - 사카타 쇼고
리디르 왕국 제2왕자. 모니카의 호위 대상. 외할아버지가 크룩포드 공작. 여러가지 수수께끼가 많다. 마술에 흥미가 없는 척하고 있지만, 실은 '침묵의 마녀'의 숨은 팬.
시릴 애슐리(シリル・アシュリー)
성우 - 나카지마 요시키
하이온 후작의 아들. 양자. 얼음 마술의 사용자. 펠릭스에게 충성을 맹세하고 펠릭스에게도 신뢰를 받고 있다. 성실하고 근면하다. 숨은 단것을 좋아하는 사람이라 초콜릿을 매우 좋아한다. 클로디아 애슐리의 매형. 여동생과의 사이는 미묘.
엘리엇 하워드(エリオット・ハワード)
성우 - 키무라 료헤이
더즈비 백작가 장남. 신분 계급주의. 쾌활하고 경박해 보이지만 타인에게도 자신에게도 엄격한 성격.
브리짓 그레이엄(ブリジット・グレイアム)
성우 - 히카사 요코
셰일베리 후작의 딸. 하는 일이 완벽하고 품위있는 재녀. 학원 3대 미인의 한 사람. 펠릭스의 소꿉친구로 약혼자 후보 중 한 명.
닐 크레이 메이우드(ニール・クレイ・メイウッド)
성우 - 사카키하라 유키
메이우드 남작 영식. '조정자의 가계'의 인간으로 클로디아의 약혼자. 얌전하고 조심스러운 성격. 키가 작은 것을 신경 쓰고 있으며 꼬마는 금구. 조정자의 가계. 모르는 것은 스스로 철저하게 조사하는 주의.
클로디아 애슐리(クローディア・アシュリー)
성우 - 카야노 아이
하이온 후작의 딸. 냉혹. 남에게 이용당하는것을 싫어한다. 닐의 약혼자. 학원 3대 미인의 한 사람. 시릴 애슐리의 처제. 오빠와의 사이는 미묘하지만, 오빠가 움직이는 방법은 잘 알고 있다.
이자벨 노튼(イザベル・ノートン)
성우 - 타네자키 아츠미
케르벡 백작의 딸. 모니카 임무의 협력자. 모니카의 임무를 돕기 위해 악역 영애가 되어 버렸다.
학원 안에서는 모니카를 괴롭히는 척하지만 뒤에서는 모니카를 모니카 언니라고 부르며 흠모하고 있다.
라나 콜레트(ラナ・コレット)
성우 - 나카무라 칸나
콜레트 남작의 딸. 모니카의 세렌디아 학원 첫 친구로, 클래스메이트. 모니카를 소중하게 생각하고 있다. 아버지가 호상으로 유행에 밝다.
글렌 더들리(グレン・ダドリー)
모니카와 같은 시기에 편입한 편입생. 마술사 견습생인 정육점의 아들. 무서운 스승이 있는 것 같다. 좋아하는 여성의 타입은 쿨한 연상.
엘리안느 하이엇(エリアーヌ・ハイアット)
레인부르그 공작의 딸. 펠릭스의 어디에서 펠릭스의 약혼자 후보 중 한 명. 학원 3대 미인의 한 사람.
메리 하비(メアリー・ハーヴェイ)
칠현인 중 한 명, '별을 읽는 마녀'.
에마누엘 다윈(エマニュエル・ダーウィン)
칠현인 중 한 명, '보옥의 마술사'.
블러드포드 파이어스톤(ブラッドフォード・ファイアストン)
칠현인 중 한 명, '포탄의 마술사'.
레이 올브라이트(レイ・オルブライト)
칠현인 중 한 명, '심연의 주술사'.
라울 로즈버그(ラウル・ローズバーグ)
칠현인 중 한 명, '가시나무의 마녀'.

## TV 애니메이션
2025년 7월부터 TOKYO MX 등에서 방송 중이다.

### 스태프
- 원작 - 이소라 마츠리
- 원작 일러스트 - 후지미 난나
- 총감독·구성·각본·음향 감독 - 카나사키 타카오미
- 감독 - 이와모토 야스오
- 캐릭터 디자인 - 니탄다 코나
- 몬스터·프롭 디자인 - 이와나가 요시노리
- 미술 감독 - 마루야마 유키코, 야마나시 에리
- 색채 설계 - 요시다 사오리
- 3DCG 감독 - 이마가키 카나
- 촬영 감독 - 에토 나오키
- 편집 - 키무라 카시코
- 음악 - Cygames, 타야마 리나
- 음악 제작 - 애니플렉스
- 프로듀서 - 나라 슌스케, 코다카 유키, 나가미네 리에코, 오오와다 토모유키, 미우라 후미토
- 애니메이션 프로듀서 - 시오노 켄스케
- 애니메이션 제작 - 스튜디오 고쿠미
- 제작 - 세렌디아 학원 홍보부(애니플렉스, KADOKAWA, TOKYO MX, BS11, MOVIC)

### 주제가
Feel
히츠지분가쿠에 의한 오프닝 테마. 작사·작곡은 시오츠카 모에카, 편곡은 히츠지분가쿠.
mild days
히츠지분가쿠에 의한 오프닝 테마. 작사·작곡은 시오츠카 모에카, 편곡은 히츠지분가쿠.

### 에피소드 목록
| 화수 | 제목                                                            | 그림 콘티         | 연출            | 작화 감독                                     | 총작화 감독                   | 방송일         |
| ---- | --------------------------------------------------------------- | ----------------- | --------------- | --------------------------------------------- | ----------------------------- | -------------- |
| #1   | 同期が来たりて無茶を言う 동기가 찾아와서 터무니없는 소리를 한다 | 카나사키 타카오미 | 이와모토 야스오 | 히라타 카츠조 타카무라 료타로 나가야마 메구미 | 타카무라 료타로 코이케 사토시 | 2025년 7월 5일 |